# Heterobapta ejana
Heterobapta ejana là một loài bướm đêm trong họ Geometridae.